# Constantino IV
Constantino IV (en latín: Constantinus; griego: Κωνσταντίνος Δ' [Kōnstantinos IV] c. 650-10 de julio de 685), a veces apodado "el Joven" o, en fuentes más antiguas, "el Barbudo" (en confusión con su padre, cuyo nombre personal también fue Constantino) fue emperador bizantino entre 668 y 685. Logró estabilizar las fronteras del Imperio bizantino y recuperar parte del prestigio perdido a lo largo del siglo VII.

## Primeros años

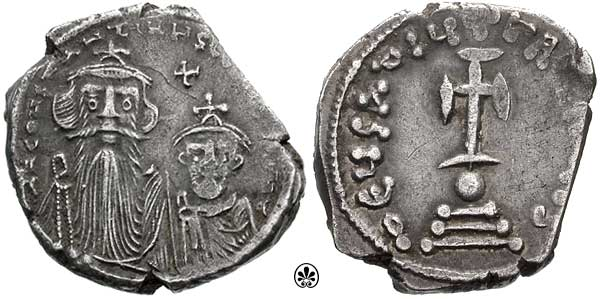
Moneda vista del anverso y reverso del Hexagrama de-Constans II and Constantine IV.

Constantino era el hijo mayor del emperador Constante II. Fue nombrado coemperador junto a su padre en 654, probablemente el 13 de abril, cuando aún era un niño, y se convirtió en emperador después de que Constante II fuera asesinado en 668 en Siracusa. Sus hermanos menores Heraclio y Tiberio estuvieron asociados con él al trono imperial. Devolvió la capitalidad del Imperio a Constantinopla, que la había perdido durante el reinado de su padre.
El primer reto al que se tuvo que enfrentar Constantino IV fue el rearme del poder árabe. Los árabes habían estado sumidos en los últimos años en una guerra civil del que resultó finalmente triunfante el califa omeya Muawiya I. Los árabes habían acabado su guerra civil y el nuevo Califato Omeya decidió atacar a los bizantinos para derrotarles definitivamente.

## Sitio de Constantinopla
En 674 la flota árabe atacó Constantinopla por mar sometiendo la ciudad a un asedio que duraría 4 años. Mientras tanto, los eslavos atacaron Tesalónica. En 678 los bizantinos lograron finalmente rechazar el asedio árabe tras emplear el fuego griego contra la flota árabe en la batalla de Syllaeum. Fue una de las primeras veces que se utilizó esta arma en combate. Los árabes fueron rechazados al ser simultáneamente vencidos en Anatolia. La derrota árabe aumentó el prestigio de los bizantinos, que firmaron la paz con el Califato omeya a cambio de un tributo anual que el califa debía pagar al emperador.

## Últimos años
En 680 Constantino convocó el VI Concilio Ecuménico (conocido también como Concilio de Constantinopla III), que reafirmó la doctrina acordada en el Concilio de Calcedonia (451). La mayor parte de los monofisitas, que constituían la mayoría religiosa en Siria y Egipto, habían quedado fuera de las fronteras del Imperio, por lo que no tenía sentido buscar un compromiso entre esta herejía y la ortodoxia cristiana en lo referente a la naturaleza de Cristo. Las doctrinas del monotelismo y el monoenergismo que habían sido creadas como soluciones de compromiso y que los anteriores emperadores habían impulsado como una forma de encontrar la paz religiosa dentro del Imperio, fueron condenadas por el Concilio. Esto permitió reconciliar al emperador con el Papa y el cristianismo occidental que se había opuesto firmemente a cualquier desviación de la ortodoxia acordada en el Concilio de Calcedonia.

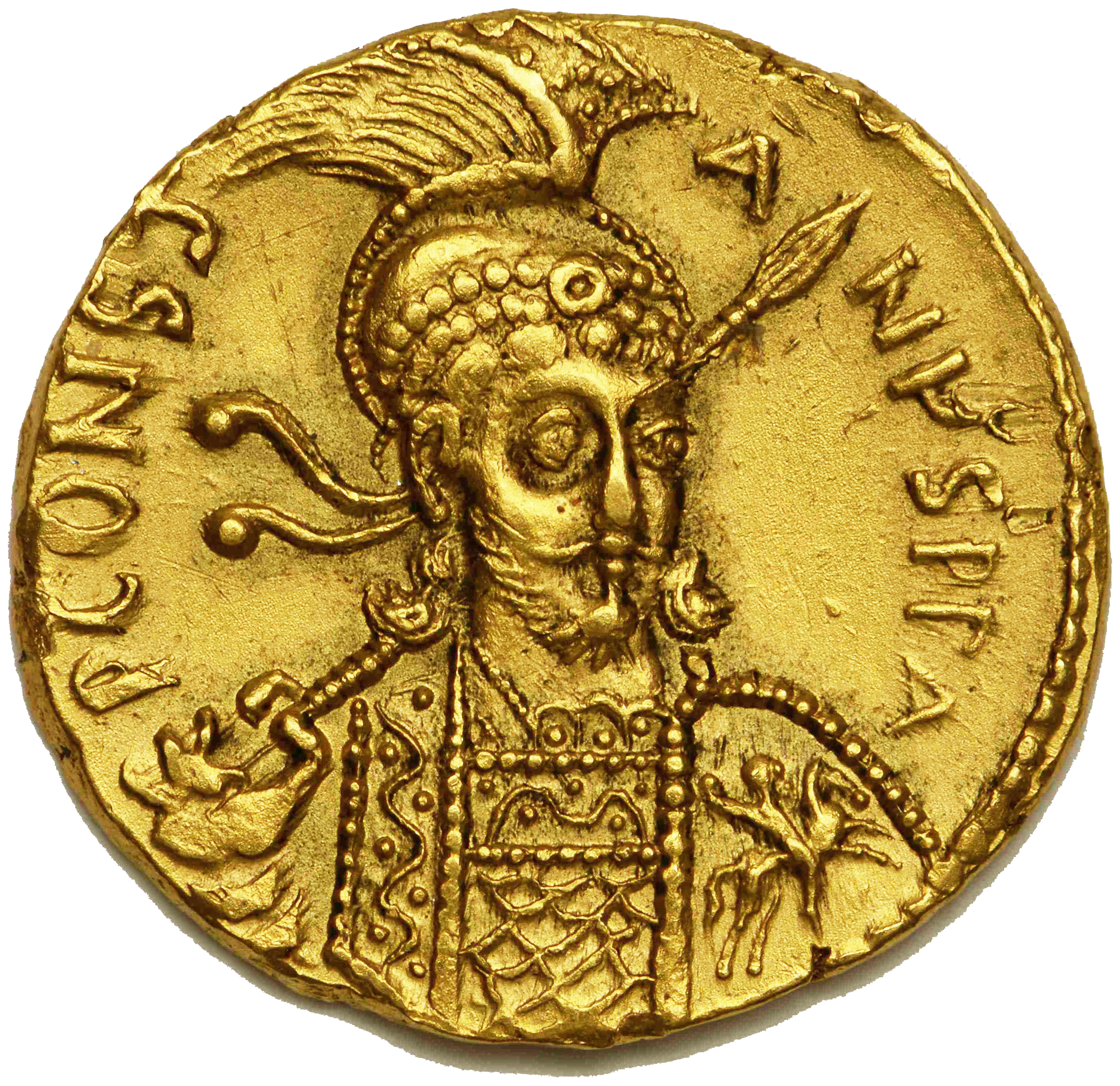
Constantino IV en una moneda de la época

A pesar de los éxitos de Constantino IV al lograr la paz con los árabes y la reconciliación con Occidente; no tuvo tanta suerte al defender las fronteras danubianas del Imperio. Los búlgaros eran un pueblo nómada procedente de las estepas rusas que llegaron al Danubio hacia el 670. Durante los años en los que Constantinopla estaba sometida al asedio árabe, los búlgaros se infiltraron al sur del Danubio y se asentaron en el territorio de la moderna Bulgaria, donde sometieron a las tribus eslavas que vivían en la región. Ese territorio pertenecía formalmente al Imperio bizantino, aunque los desastres acaecidos a lo largo del siglo, había dejado extensos territorios de los Balcanes fuera del control imperial. Una vez obtenida la paz con los árabes Constantino volvió su mirada hacia el norte y envió una expedición en 680 destinada a desalojar a los búlgaros del territorio al sur del Danubio. La expedición sufrió una desastrosa derrota y eso forzó a Constantino a reconocer la existencia del Primer Imperio búlgaro en 681.
Los hermanos de Constantino IV; Heraclio y Tiberio habían sido coronados junto a él como augustos, a demandas de la población, pero en 683 Constantino les cortó la lengua de tal forma que quedaron inhabilitados como posibles candidatos al trono. Ello aseguró la sucesión en la figura de Justiniano II, hijo de Constantino, que fue coronado emperador en 685 cuando su padre murió de disentería.